# Take Me Home Tonight (singolo)
Take Me Home Tonight è un singolo discografico del cantante statunitense Eddie Money, pubblicato nel 1986 ed estratto dall'album Can't Hold Back.

## Il brano
Il coro del brano contiene un'interpolazione con il brano Be My Baby del gruppo The Ronettes uscito nel 1963. Gli autori accreditati sono infatti Mick Leeson, Peter Vale, Ellie Greenwich, Jeff Barry e Phil Spector.
Nella versione originale la canzone vede la partecipazione non accreditata della cantante statunitense Ronnie Spector.
Nel 1987 il brano ha ricevuto la candidatura per il Grammy Award alla miglior interpretazione vocale rock maschile.

## Tracce
- 7"

1. Take Me Home Tonight
2. Calm Before the Storm

## Video
Il videoclip della canzone è stato diretto da Nick Morris e girato a Reno (Nevada).

## In altri media
- Il titolo della canzone viene ripreso anche come titolo per il film del 2011 Take Me Home Tonight.

## Classifiche
| Classifica (1986-1987) | Posizione massima |
| ---------------------- | ----------------- |
| Stati Uniti            | 4                 |